# Ostfriesisches Landesmuseum Emden
Das Ostfriesische Landesmuseum Emden ist das kunst-, kultur- und landesgeschichtliche Museum der Region Ostfriesland. In seiner Dauerausstellung zur Kunst und zur Geschichte der Stadt Emden, Ostfrieslands und deren Einbettung in die europäische Kulturgeschichte werden etwa 4 % der über 50000 Objekte des Gesamtbestandes gezeigt. Zudem werden regelmäßig Sonderausstellungen zu verschiedenen kunst- und kulturhistorischen Themen präsentiert, die durch die Herausgabe von Fachkatalogen begleitet werden. Die Träger des Museums sind die Stadt Emden und die „Gesellschaft für bildende Kunst und vaterländische Altertümer zu Emden seit 1820“ (kurz: 1820 die KUNST).

## Leitbild
Das Museum versteht sich als europäisches Regionalmuseum, das sich möglichst umfassend und interdisziplinär der Kunst- und Kulturgeschichte widmet und als treibende Kraft der städtischen, regionalen und überregionalen Kultur die regionale Identität fördert.

## Geschichte
Am 26. März 1820 gründeten sechs Emder Bürger die „Gesellschaft für bildende Kunst und vaterländische Altertümer zu Emden“, um Kunstschätze aus Privathaushalten für die Stadt zu bewahren und auszustellen. Hintergrund war der schon länger andauernde Ausverkauf von ostfriesischen Kulturgütern in andere Regionen. 1832/1833 erwarb der Verein in der Kirchstraße ein Gebäude und richtete dort eine öffentliche kunst- und regionalgeschichtliche Bibliothek ein. 1869 kaufte die Gesellschaft ein Bürgerhaus in der Großen Straße, in dem die Exponate erstmals dauerhaft ausgestellt wurden. Damit wurde der Grundstein für das spätere Landesmuseum gelegt, das somit die älteste museale Einrichtung in Ostfriesland ist. Bereits 1877 erhielt das Gebäude einen Anbau, um zusätzliche Objekte zeigen zu können.
1934 erhielt das Museum die heutige Bezeichnung. Durch Auslagerungen in der Zeit des Zweiten Weltkriegs konnte fast der gesamte Bestand gerettet werden. 1962 wurden die Bestände der „Gesellschaft für bildende Kunst und vaterländische Altertümer zu emden seit 1820 .“ mit jenen der Stadt Emden vereinigt und seither im neu aufgebauten Rathaus am Delft ausgestellt. Trotz Beibehaltung der Bezeichnung sollte dieses nicht mehr als Verwaltungsgebäude, sondern als Kulturstätte dienen.
Von 2003 und 2005 blieb das Museum geschlossen und wurde in dieser Zeit grundlegend umgebaut, da die Ausstellung in ihrer räumlichen, inhaltlichen und gestalterischen Präsentation einer Überarbeitung bedurfte. Die Kosten für die Umgestaltung beliefen sich auf mehr als acht Millionen Euro. Am 6. September 2005 feierte Emden die Wiedereröffnung unter dem aktuellen Namen „Ostfriesisches Landesmuseum Emden“ mit einer neu gestalteten Dauerausstellung.

## Sammlungen
Der Schwerpunkt der Sammlungen liegt in der Kunst- und Kulturgeschichte Emdens und Ostfrieslands sowie in deren internationalen, vor allem europäischen, Beziehungen. In den Beständen befinden sich mehr als 50000 Objekte.
Die meisten stammen aus der Sammlung von „1820 die KUNST“. Dazu zählen Gemälde niederländischer Künstler des 16.–18. Jahrhunderts und ostfriesischer/norddeutscher Künstler des 19. und 20. Jahrhunderts sowie Drucke, Grafiken, Stadt-, Landkarten und Seekarten Emdens, Ostfrieslands und der angrenzenden Niederlande. Die im November 2011 gegründete „Stiftung für bildende Kunst und Kultur in der deutsch-niederländischen Ems-Dollart-Region“ (kurz: „StibiKu“) bildet dabei den rechtlichen und organisatorischen Rahmen für weitere Übernahmen von Werken zeitgenössischer nordwestdeutscher Künstler.
Auch Plastiken vorwiegend vorreformatorischer Kirchenkunst, die Münz- und Silbersammlung und eine Sammlung von Alltagsgegenständen des 19. und 20. Jahrhunderts aus Nachlässen und Schenkungen sind durch „1820 die KUNST“ in die Bestände eingegangen. Die archäologische Abteilung enthält sowohl Gebrauchsgegenstände als auch architektonische Überreste von der frühen Besiedlung bis in die Frühe Neuzeit. Auch die Moorleiche „Mann von Bernuthsfeld“ und die dazugehörigen Funde sind Teil dieser Sammlung, werden aber seit 2016 in einem eigens dafür eingerichteten Ausstellungsraum präsentiert.
Aus den Beständen der Stadt stammen u. a. der Ratsschatz der Stadt Emden, die Objekte der Emder Rüstkammer und die Buntglasfenster des historischen Renaissance-Rathauses.

## Dauerausstellung

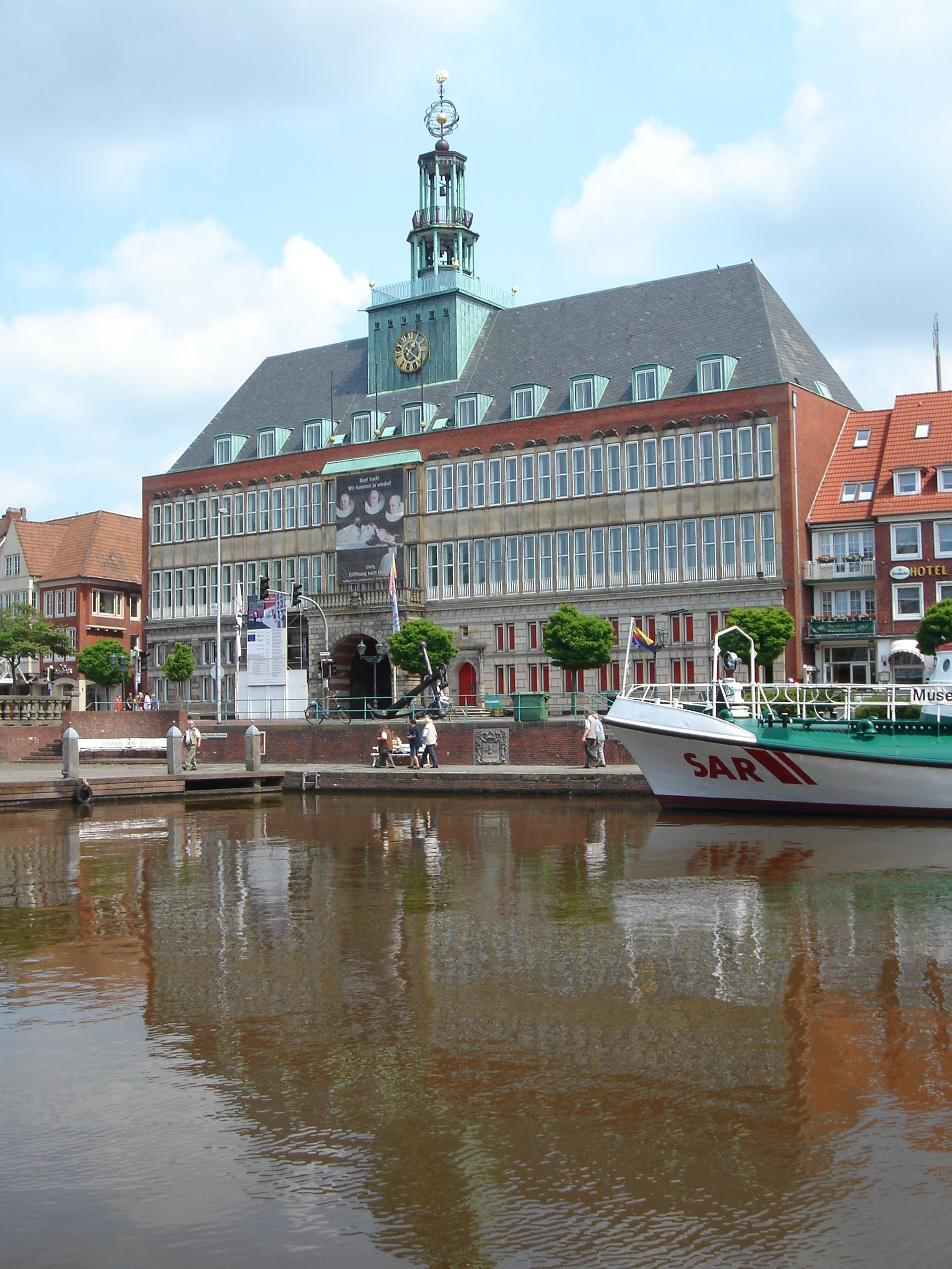
Rathaus mit ostfriesischem Landesmuseum

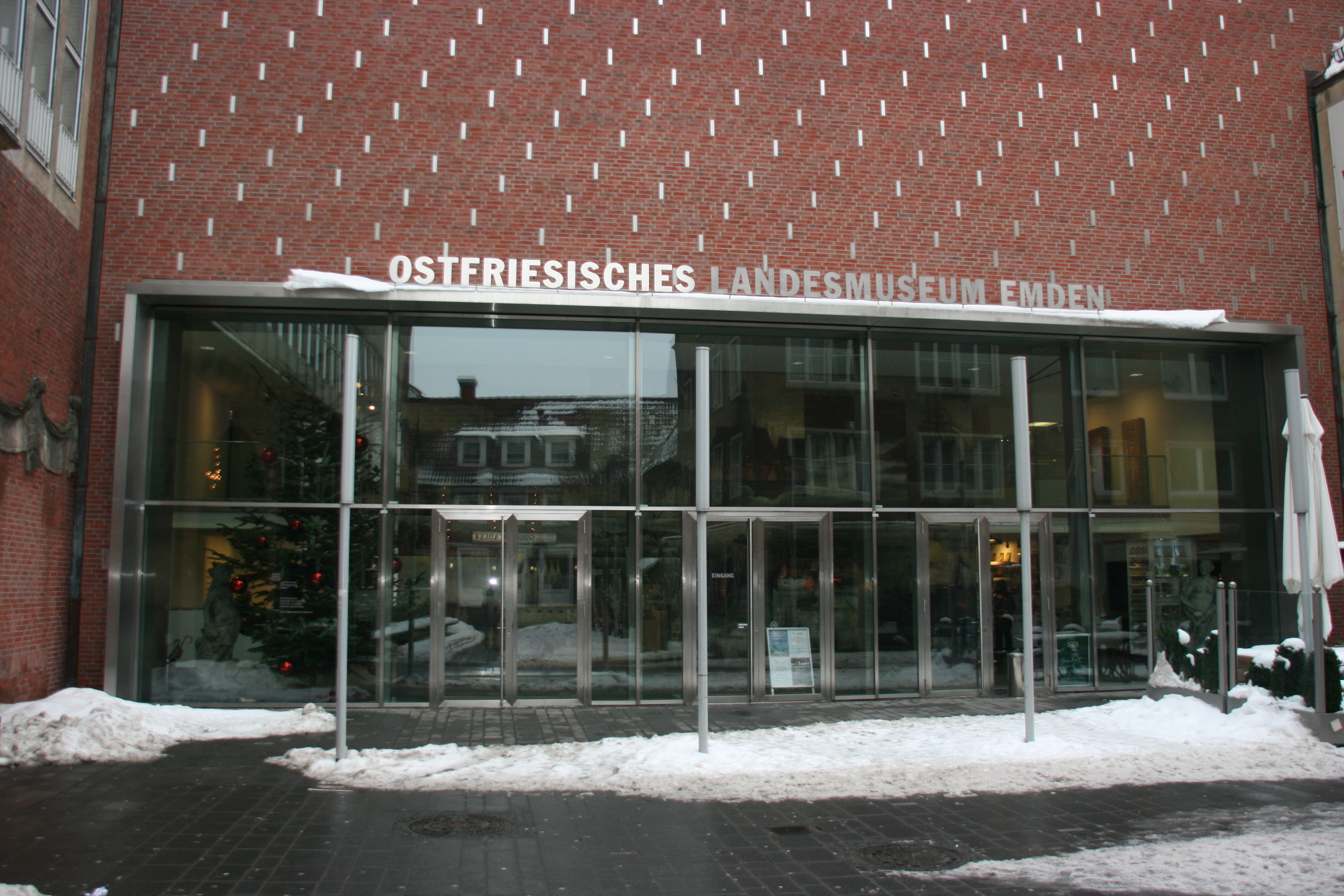
Haupteingang

Etwa 2800 Exponate werden in der Dauerausstellung gezeigt. Wechselnde Sonderausstellungen zu verschiedenen Themenbereichen ergänzen das Angebot. Die Ausstellungsfläche erstreckt sich über 2880 m² auf fünf Etagen und ist in zehn Themenkomplexe gegliedert. Die historischen Sammlungen werden dabei durch Ausstellungsbereiche bis zur Gegenwart ergänzt und das für Emden und Ostfriesland prägende Wechselspiel zwischen Zentrum und Peripherie im Laufe der Geschichte soll so dabei ins Blickfeld rücken.

### Küste & Kartographie
Im Erdgeschoss befindet sich die Ausstellung „Küste und Kartografie“ mit den ersten brauchbaren, nach 1500 entstandenen See- und Landkarten der friesischen Nordseeküste. In der zweiten Hälfte des 16. Jahrhunderts wurde Ostfriesland zu einer der am häufigsten kartierten Landschaften Deutschlands. Einer der Hauptgründe für das Interesse an der Geographie der Gegend war die politische Konstellation in den Niederlanden. Dort wurden Kartografen beauftragt, Informationen über den bis dahin relativ unbekannten deutschen Nordwesten zusammenzutragen. Ein Teil des Kartenbestandes des Museums wurde multimedial aufbereitet, so dass Besucher navigieren, vergrößern, verkleinern und zusätzliche Erläuterungen abrufen können.
Ergänzt wird der Bereich durch einen Ubbo Emmius und David Fabricius gewidmeten Raum. Die beiden Gelehrten kartografierten Ende des 16. Jahrhunderts Ostfriesland mit der in Westfriesland entwickelten Methode der Dreiecksvermessung (Triangulation).

### Frühes Leben an der Küste
Zeugnisse menschlicher Besiedlung im Raum der südlichen Nordseeküste seit der späten Steinzeit werden in der ersten Etage gezeigt.
Das Meer hatte, als es sich in Richtung Norden zurückzog, fruchtbares Land zurückgelassen: die Marsch. Die Weidewirtschaft auf diesem größten natürlichen Weidegebiet Westeuropas war die Lebensgrundlage der Friesen. Bereits die ersten menschlichen Spuren belegen die Einfuhr von Materialien wie Feuerstein, edlen und unedlen Metallen, Tuffstein und Keramik.
Neben den archäologischen Funden nimmt ein umlaufendes Diorama einen großen Teil des Raumes der Ausstellung ein. Dort wird die Auseinandersetzung mit dem Wasser, wie sie seit jeher die Kulturlandschaft Ostfrieslands geprägt hat, thematisiert. Die einzelnen Szenen führen den Museumsbesucher chronologisch von den Anfängen des Deichbaus über Rückschläge durch die großen Sturmfluten bis zum Küstenschutz und den Entwässerungen der Gegenwart. Erwähnenswert ist die Tatsache, dass die Höhe der Anbringung des Dioramas mit 8,60 m über dem Straßenniveau exakt der Deichhöhe beim Stand von 2005 entspricht. Der Gedanke dahinter war der Versuch, den Eindruck eines Ausblicks von Deichkrone aus zu vermitteln.

### Taufe und Tod, Recht und Freiheit
Ausgehend von der Christianisierung wird in einem weiteren Teilbereich des ersten Obergeschosses die Kirchengeschichte Ostfrieslands erzählt. Daneben bilden die Friesische Freiheit und die Geschichte der Häuptlinge und der Herrlichkeiten weitere Inhalte. So umfasst dieser Ausstellungsteil neben Stücken mittelalterlicher Sakralkunst auch Symbole ostfriesischer Herrschaft und Autonomie.

### Moorleiche „Mann von Bernuthsfeld“
Die etwa 1200 Jahre alte Moorleiche von Bernuthsfeld (Landkreis Aurich) ist das bedeutendste Exponat der archäologischen Sammlung des Ostfriesischen Landesmuseums Emden. Ursprünglich Teil der Ausstellung „Frühes Leben an der Küste“, wird die Moorleiche heute in einer eigenen Ausstellung in der 1. Etage zusammen mit anderen Funden im historischen Kontext ihrer Zeit präsentiert.
Entdeckt wurde der Leichnam zufällig beim Torfstechen im Jahr 1907. Neben dem Skelett und dem Haarschopf des Mannes konnten auch seine Kleider, ein lederner Riemen sowie eine Messerscheide aus Leder geborgen werden. Der Tote war mitten im Moor in einer rechteckigen, mit Moos ausgepolsterten Grube regelrecht bestattet worden. Den vollständig bekleideten Leichnam hatte man in eine Decke gehüllt und mit leicht angewinkelten Gliedmaßen in Seitenlage auf ein Moospolster gebettet.
Der „Mann von Bernuthsfeld“ trug ein langärmeliges, bis ans Knie reichendes Hemd, das aus einzelnen Stoffteilen zusammengenäht ist. Die Beine waren mit langen, schmalen Wollbinden umwickelt, um die Schultern lag ein kurzer Umhang mit Kapuze. Sämtliche Kleidungsstücke sind überwiegend aus Schafwolle gewebt. Sie stellen ein für Ostfriesland und ganz Norddeutschland einzigartiges Zeugnis frühmittelalterlicher Textilkunst dar.
Im Rahmen der aktuellen Moorleichen-Forschung soll die Moorleiche von Bernuthsfeld dreidimensional rekonstruiert werden, um ein lebensnahes Abbild des Mannes zu erhalten.

### Emden
Im zweiten Obergeschoss wird die Geschichte der Stadt Emden gezeigt, die sich im 16. Jahrhundert zeitweise zu einer Hafenstadt von europäischem Rang entwickelte. Der entscheidende wirtschaftliche Aufschwung setzte ein, als während des niederländischen Unabhängigkeitskrieges Tausende von Flüchtlingen aus religiösen und wirtschaftlichen Gründen in der Stadt Zuflucht suchten und sich – zum Teil dauerhaft – in Emden niederließen. Dabei dehnte sich die Stadt weit über ihren alten Siedlungskern hinaus aus. Neben der Entwicklung der Stadt sind die Reformation und der hohe Lebensstandard der Bürger im 16. Jahrhundert Schwerpunkte der Ausstellung.
Das Verdrängen der religiösen Toleranz durch einen strengen Calvinismus in der Stadt führte zum Konflikt mit dem lutherischen Grafenhaus und schließlich zur „Emder Revolution“ im März 1595. Zudem gelten der wachsende Reichtum und der Bürgerstolz, die ihren Ausdruck unter anderem im 1574–1576 errichteten Rathaus am Delft fanden, als eine Ursache für die Quasiautonomie als Stadtrepublik bis zum Beginn der preußischen Herrschaft 1744.
Weitere Teile der Ausstellung sind ein Silber- sowie ein Münzkabinett. Bereits im 15. Jahrhundert bezeugten zahlreiche Gold- und Silberschmiede in Ost- und Westfriesland mit ihren Arbeiten den Reichtum der Bevölkerung, die diesen gerne und offen zur Schau stellte. Wertvoller Schmuck und auch das Ratssilber der Stadt Emden mit seinen Prunkpokalen repräsentieren das hochentwickelte Kunsthandwerk der Region. Als Münzprägestätte wird Emden sehr früh, bereits Mitte des 11. Jahrhunderts, erwähnt. Ein Schwerpunkt der Präsentation sind jene Prägungen, die unter eigener Souveränität entstanden sind: die sogenannte „MONETA NOVA EMBDENSIS“ des 17. Jahrhunderts.
Zudem werden in einem Ausstellungsabschnitt mit „Gerechtigkeitsbildern“ die Buntglasfenster des Renaissance-Rathauses zusammen mit großformatigen Gemälden gezeigt. Sie führen anhand von allegorischen, historischen und biblischen Figuren und Szenen Musterbeispiele von gerechter und weiser Herrschaft vor Augen. Gestiftet durch die Ratsherren selbst und ursprünglich Teil der Ausstattung der Raedtkammer (Ratsaal) und der Sekretkammer (Besprechungszimmer), sollten die positiven oder negativen Exempel die Stadtväter zum richtigen Handeln ermahnen.

### Gemäldegalerie
Die Niederlande erlebten etwa im 17. Jahrhundert eine außerordentliche kulturelle Blüte, die auch das künstlerische Schaffen im angrenzenden Ostfriesland prägte. Mit dem Zustrom niederländischer Glaubensflüchtlinge in der zweiten Hälfte des 16. Jahrhunderts kamen zahlreiche Künstler, die sich vorübergehend oder dauerhaft vor allem in Emden niederließen. Die enge Verbindung zu den Nachbarn blieb auch in der Folgezeit bestehen. Man orientierte sich an den dort geltenden Kunstidealen. Manche Maler übersiedeltem ganz dorthin, wie der 1630 in Emden geborene Ludolf Backhuysen (1630 oder 1631–1708), Marten Boelema de Stomme (1611 – nach 1644) oder Thomes Heeremans (1641–1694). Die Mehrzahl stammt aus ostfriesischem Privateigentum. In der Gemäldegalerie werden die niederländische Malerei und deren thematische Vielfalt gezeigt. Zu sehen sind Porträts, Stillleben, Seestücke, Alltagsszenen und biblische wie weltliche Historienmotive.

### Kalendarium
Das Kalendarium im dritten Obergeschoss birgt in sich Dokumente und Objekte zur jüngeren Geschichte Emdens seit 1800. Auf 244 Ziehtafeln werden im dritten Obergeschoss sowohl große historischen Ereignisse als auch Geschichten aus dem Alltagsleben der Menschen erzählt. Das Kalendarium soll zudem einen Ausblick auf aktuelle politische, wirtschaftliche und gesellschaftliche Entwicklungen im 21. Jahrhundert bieten.

### Neue Galerie
Ebenfalls im dritten Obergeschoss des Rathauses am Delft befindet sich seit 2012 die Neue Galerie, in der Werke der bildenden Kunst in Ostfriesland aus dem 20. und 21. Jahrhundert zu sehen sind. Grundlage der Bestände ist die mit Hilfe der „Stiftung für bildende Kunst und Kultur in der deutsch-niederländischen Ems-Dollart-Region“ in das Landesmuseum eingebrachte umfangreiche Sammlung Walter Baumfalk. Ausgestellt sind Werke von Poppe Folkerts, Julian Klein von Diepold, Hans Trimborn, Alf Depser, Hinricus Bicker-Riepe und Reinhard Schmidt sowie Arbeiten heute noch tätiger Künstler. Die gezeigten Gemälde wechseln jährlich.

### Emder Rüstkammer
Im Landesmuseum ist ein Teil des größten stadteigenen Bestandes frühneuzeitlicher Harnische, Hieb- und Stichwaffen sowie Feuerwaffen in ganz Norddeutschland ausgestellt. Der besondere kulturhistorische Wert ist die Verdeutlichung des Wehrbestandes einer frühneuzeitlichen Stadt. Zeughäuser und Rüstkammern existierten in norddeutschen Städten als eigene Einrichtungen meist erst seit dem 16. Jahrhundert.
In Emden belegen Stadtordnungen seit 1562 das Bestehen eines Waffenarsenals für die Ausrüstung von Bürgerwehren und Stadtsöldnern. 1582 fand es seinen Platz unter dem Dach des Rathauses am Delft. Bereits Mitte des 17. Jahrhunderts verlor die Rüstkammer ihre eigentliche Funktion, als die Bürgerwehren ihre Bedeutung für den Schutz der Stadt einbüßten. Der Zuwachs beschränkte sich von da an auf Geschenke privater Waffen, und das Arsenal wurde zum Raritätenkabinett. Eine kurze Renaissance erlebte die Rüstkammer, als die Ausrüstung der Bürgerwehren aus den Revolutionsjahren 1848/49 den Bestand erweiterte. Einer der letzten namhaften Zugänge erfolgte unter Kaiser Wilhelm I. Er übergab Beutewaffen aus dem Deutsch-Französischen Krieg 1870/71. Seit 1900 gab es Bestrebungen, die Rüstkammer als wehrgeschichtliche Sammlung einzurichten und weiter zu bestücken. Dieser Gedanke wurde nach dem Ersten Weltkrieg wieder fallengelassen.
In der aktuellen Dauerausstellung stehen allerdings die Waffen des 16. und 17. Jahrhunderts, der „Goldenen Zeit“ der Stadt im Mittelpunkt, während die kostbaren Jagdwaffen, die niederländischen Radschlosspistolen oder eben die Hinterladergewehre des 19. und frühen 20. Jahrhunderts in Sonderausstellungen präsentiert werden sollen.

### Turm und Glockenspiel
Auf dem Rathausturm wachten über Jahrhunderte hinweg die „Türmer“. Ihre Hauptaufgabe war die nächtliche Brandwache. Zur Kontrolle und als beruhigendes Zeichen der Wachsamkeit gaben sie stündlich vom Turm herab ein Signal, bis 1896 das Amt des Turmwächters aufgrund der technischen Entwicklung abgeschafft wurde. Auch das Nachtwächtercorps und die 1905 aufgelösten „Rateler“, benannt nach einer Holzklapper, die als Alarminstrument diente, sind Thema des kleinen Ausstellungsbereichs.
Der Emder Bürger Bernhard Brahms stiftete das Glockenspiel der Stadt am 6. September 2000 aus Dankbarkeit dafür, dass er die fast völlige Zerstörung Emdens an eben jenem Tag im Jahr 1944 überlebt hatte. Die größte der 23 Glocken trägt die Inschrift „Civibus Hostitibusque Embdae Gaudio“ (Den Bürgern und Gästen Emdens zur Freude). Gegossen wurden die in der Tonart G-Dur ausgeführten Glocken von der Firma „Koninklijke Eijsbouts“ in Asten (Niederlande).

## Träger, Leitung und Personal
Die Gesellschaft für bildende Kunst und vaterländisch Altertümer zu Emden seit 1820 und die Stadt Emden sind Träger des Museums und besetzen paritätisch das leitende Direktorium, dessen Vorsitz jährlich wechselt. Direktor war bis zum 28. Februar 2021 Wolfgang Jahn. Anschließend übernahm Kerstin Rogge-Mönchmeyer den Posten kommissarisch. Seit 2021 ist Jasmin Alley neue Direktorin des Ostfriesischen Landesmuseums in Emden. Daneben gab es bis 2008 einen international besetzten wissenschaftlichen Beirat, der vor allem für die Neukonzeption des Hauses von großer Bedeutung war.

## Auszeichnungen
Die Niedersächsische Sparkassenstiftung zeichnete das Museum im Jahre 2007 mit ihrem Museumspreis aus. Dieser war zu diesem Zeitpunkt mit 25.000 Euro dotiert und wird alle zwei Jahre verliehen. Die Jury begründete die Auszeichnung mit den Worten: „Das Ostfriesische Landesmuseum erhält den Preis für seine ganzheitliche Arbeit in allen Kernbereichen musealen Handelns - Sammeln, Bewahren, Forschen und Vermitteln - sowie für den gelungenen Umbau des Museums und sein zeitgemäßes Museumsmanagement.“
Im Jahr 2007 wurde das Landesmuseum vom Museumsverband Niedersachsen und Bremen e. V. erfolgreich zertifiziert und 2015 erneut mit dem Museumsgütesiegel ausgezeichnet.
In den Jahren 2002, 2008, 2010, 2013, 2017 und 2020 zeichnete die VGH-Stiftung das Museum mit dem Förderpreis Museumspädagogik aus.